# Hans Maler zu Schwaz
Hans Maler zu Schwaz, též Johann (přibližně 1480/1488, Ulm – 1526/1529, Schwaz) byl německý raně renesanční malíř portrétů a obrazů s náboženskými tématy. Je řazen k širšímu okruhu Ulmské školy.

## Život
Předpokládá se, že se vyškolil v ulmské dílně Bartholomea Zeitbloma a na základě stylu malby historikové umění usuzují, že mohl být tovaryšem Bernharda Strigela v Memmingen. Po roce 1515 pracoval v rakouském městě Schwaz v údolí řeky Inn, kde byla v 15. století objevena velká ložiska stříbra a mědi. V době rozkvětu byl Schwaz největším hornickým městem v Evropě a se 20 000 obyvatel druhým největším městem Habsburské monarchie po Vídni. Ve městě působily významné obchodnické rodiny Fuggerů a Paumgartnerů a pro malíře se zde nabízelo množství zakázek. V blízkém Innsbrucku v letech 1517-1521 pobývala vnučka císaře Maxmiliána I., arcivévodkyně Marie a Anna Jagellonská. Obě objednaly své portréty u Hanse Malera.
Po smrti upadl Hans Maler v zapomnění a jeho díla byla připisována jiným umělcům nebo zůstala anonymní. Teprve v 19. století historik umění a ředitel Wallraf-Richartz Musea v Kolíně nad Rýnem Ludwig Scheibler zkoumal malířův rukopis a potvrdil, že by neměl být zaměňován s otcem Lucase Cranacha staršího, který byl rovněž označován jako Hans Maler – tedy Hans, malíř. K podobným závěrům došel i historik umění a estetik Robert Vischer. Rakouský historik umění Stefan Krause identifikoval 40 portrétů ve sbírkách v Evropě a USA, které lze připsat Hansi Malerovi. Byl také nalezen dopis královně Anně, kde si malíř stěžuje, že nedostal dostatečně zaplaceno za zhotovení deseti portrétů. Na zadní straně portrétu Antonna Fuggera z roku 1524 ze sbírky knížete Thun-Hohenstein ve Vídni se nachází text "HANS MALER VON ULM MALER ZVO SCHWATZ".

## Dílo

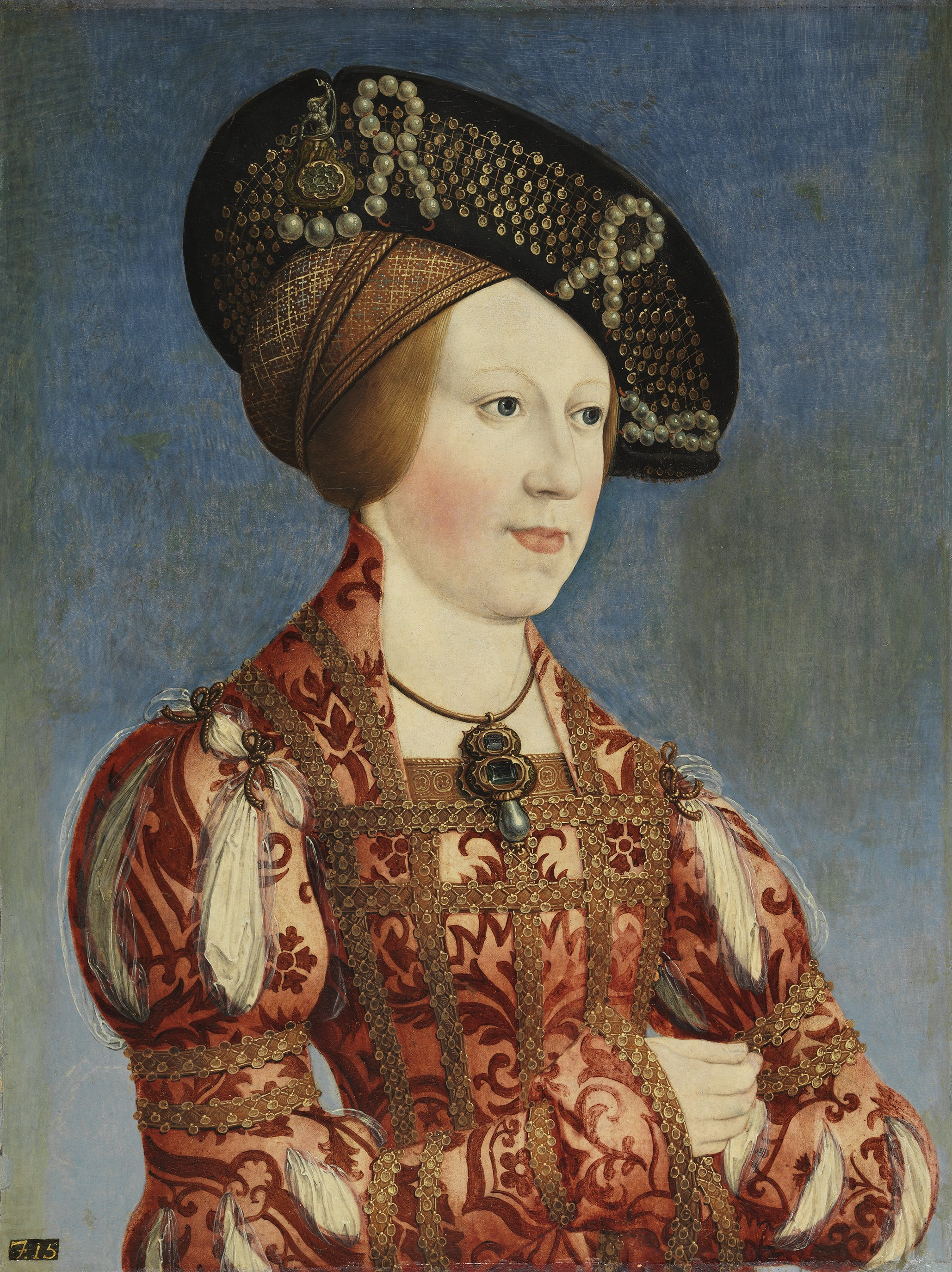
Anna Jagellonská, královna česká a uherská (1519)

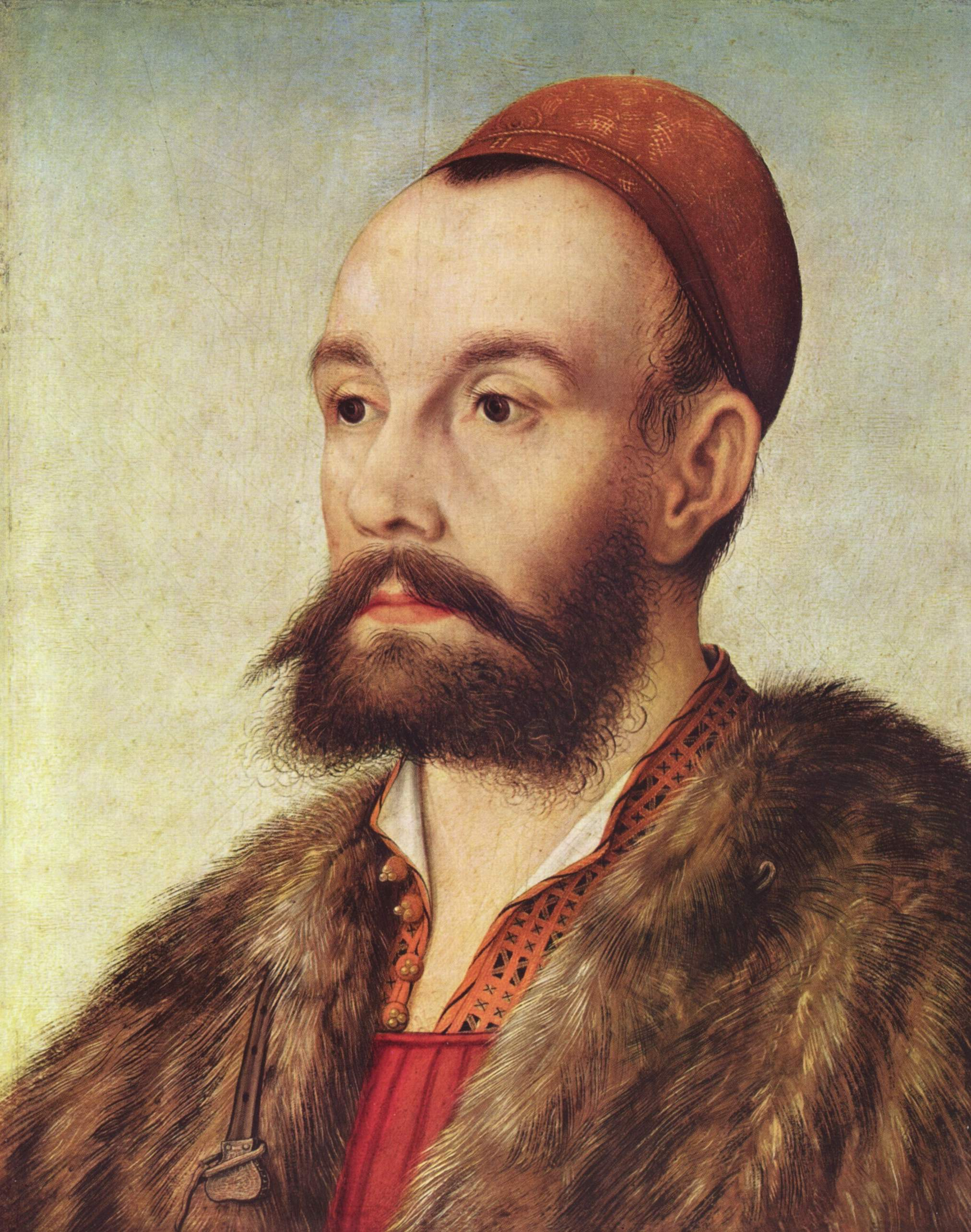
Anton Fugger (1525)

Styl portrétů Hanse Malera odpovídá dobovým požadavkům. Portrétovaná osoba je zobrazena jako busta nebo polopostava ze tříčtvrtečního profilu nebo z profilu. Pozadí je jednobarevné a směrem dolů plynule zesvětlené. Kromě portrétů byl Hans Maler autorem sakrálních obrazů. Portrét bezvousého muže z roku 1521 byl použit na německé bankovce 500 marek z roku 1980.

### Portréty (výběr)
- 1510 Marie Burgundská, manželka císaře Maxmiliána I., Vídeň
- 1519 Anna Jagellonská, Museo Thyssen-Bornemisza, Madrid
- 1521 Portrét bezvousého muže, 37,5 x 31,3 cm, Kunsthistorisches Museum, Vídeň
- 1524 Ferdinand Kastilský (profil), Uffizi, Florencie
- 1524 Anton Fugger, zámek Mnichovo Hradiště
- 1524 Anton Fugger, zámek Děčín[3]
- 1524 Anton Fugger, Staatliche Kunsthalle Karlsruhe
- 1525 Anton Fugger, Musée des Beaux-Arts de Bordeaux
- 1525 Ulrich Fugger mladší, Metropolitan Museum of Art, New York
- 1526 Matthäus Schwarz, Louvre, Paříž
- Ferdinand I. s manželkou Annou Jagellonskou

### Jiná díla
- 1508 fresky s rodokmenem Habsburků, zámky Ambrass a Tratzberg bei Schwaz[4]
- 1515 Nesení kříže, Art Institute of Chicago
- 1526 Ukřižování
- Příbuzenstvo Kristovo, zámek Sigmaringen
- Martyrium sv. Judy Tadeáše, sv. Pavla, zámek Tratzberg bei Schwaz
- Martyrium sv. Ondřeje, sv. Bartoloměje, Germanisches Nationalmuseum, Norimberk